# La' os være
La' os være er en dansk film fra 1975.

## Handling
Nogle ti- til sekstenårige børn vil ikke snydes for deres ferie selvom fritidshjemmets pædagoger strejker. Efter indbrud og andre ulovligheder tager de til en ubeboet ø i en stjålet båd. Da båden forsvinder er de overladt til sig selv og ferien udvikler sig til et mareridt. Gruppepres resulterer i grov vold. Der sker ulykker, men de unge oplever også kærligheden.

## Overgreb på børneskuespillere
I foråret 2018 er det kommet frem i medierne, at mange af børneskuespillerne, både drenge og piger, som var med i filmen, skal være blevet krænket og seksuelt misbrugt under filmoptagelserne. Misbruget skal være begået af manuskriptforfatter og instruktør Lasse Nielsen og Ernst Johansen.